# Nikołaj Kyrtew
Nikołaj Kyrtew, bułg. Николай Къртев (ur. 20 września 1995 w Płowdiwie) – bułgarski siatkarz, grający na pozycji środkowego, reprezentant kraju.

## Sukcesy klubowe
Mistrzostwo Bułgarii:
- 2018, 2019, 2021[6], 2022[7]
- 2017, 2020
- 2015, 2016

Puchar Bułgarii:
- 2016, 2018, 2020, 2022[8]

Superpuchar Bułgarii:
- 2017, 2018, 2019, 2021

Puchar Czech:
- 2025[9]

Mistrzostwo Czech:
- 2025[10]